# Montserrat Bobé i Marsal
Montserrat Bobé i Marsal (Manresa, 13 de febrer de 1879 - Barcelona, 7 d'octubre de 1930) fou una metgessa manresana. Fou la primera metgessa manresana i una de les deu primeres metgesses catalanes contemporànies.
El pare de Montserrat Bové era Joan Bové i Martí, un manyà de Barcelona que va muntar un taller de maquinària a casa seva, a Manresa. Montserrat Bové va néixer en aquesta ciutat, al número 28 de la Carretera de Cardona, hi va fer els estudis primaris i va cursar el batxillerat a l'Institut de Manresa fins al 1896.
El 1896 va començar la carrera de Medicina a la Universitat de Barcelona el mateix any que dues dones més: Francesca Fontova i Rosell i Trinitat Sais i Plaja. En el seu expedient universitari consta, amb data de setembre de 1896, la petició expressa que calia fer per obtenir autorització per seguir estudis de Medicina –adduint que altre noies els cursaven–, i l'autorització corresponent. El 1904 es va graduar en medicina i es va convertir en una de les primeres dones que tingueren el títol de metgessa de Catalunya. Va acabar els estudis a l'Hospital de la Santa Creu de Barcelona i va exercir la ginecologia i la pediatria.
Fins al 1905 va treballar com a metgessa a Manresa, però a partir d'aquest any va traslladar-se a Barcelona, ciutat en què va tenir diverses consultes amb qui fou el seu marit, l'oftalmòleg Wenceslao Marin i Simón, amb qui s'havia casat el 3 de febrer de 1909. Va continuar tenint una consulta oberta fins al 1928. El 7 d'octubre de 1930 va morir al seu domicili de Barcelona a causa d'una pneumònia, a l'edat de 51 anys.